# Cycnoches rossianum
Cycnoches rossianum är en orkidéart som beskrevs av Robert Allen Rolfe. Cycnoches rossianum ingår i släktet Cycnoches, och familjen orkidéer.
Artens utbredningsområde är Costa Rica. Inga underarter finns listade i Catalogue of Life.